# ایستگاه متروی وودفورد
ایستگاه وودفورد
یک ایستگاه از خط مرکزی و از خطوط متروی لندن است؛ که در منطقه وود فورد قرار دارد و در ۲۲ اوت ۱۸۵۶ افتتاح شده است.

## نگارخانه

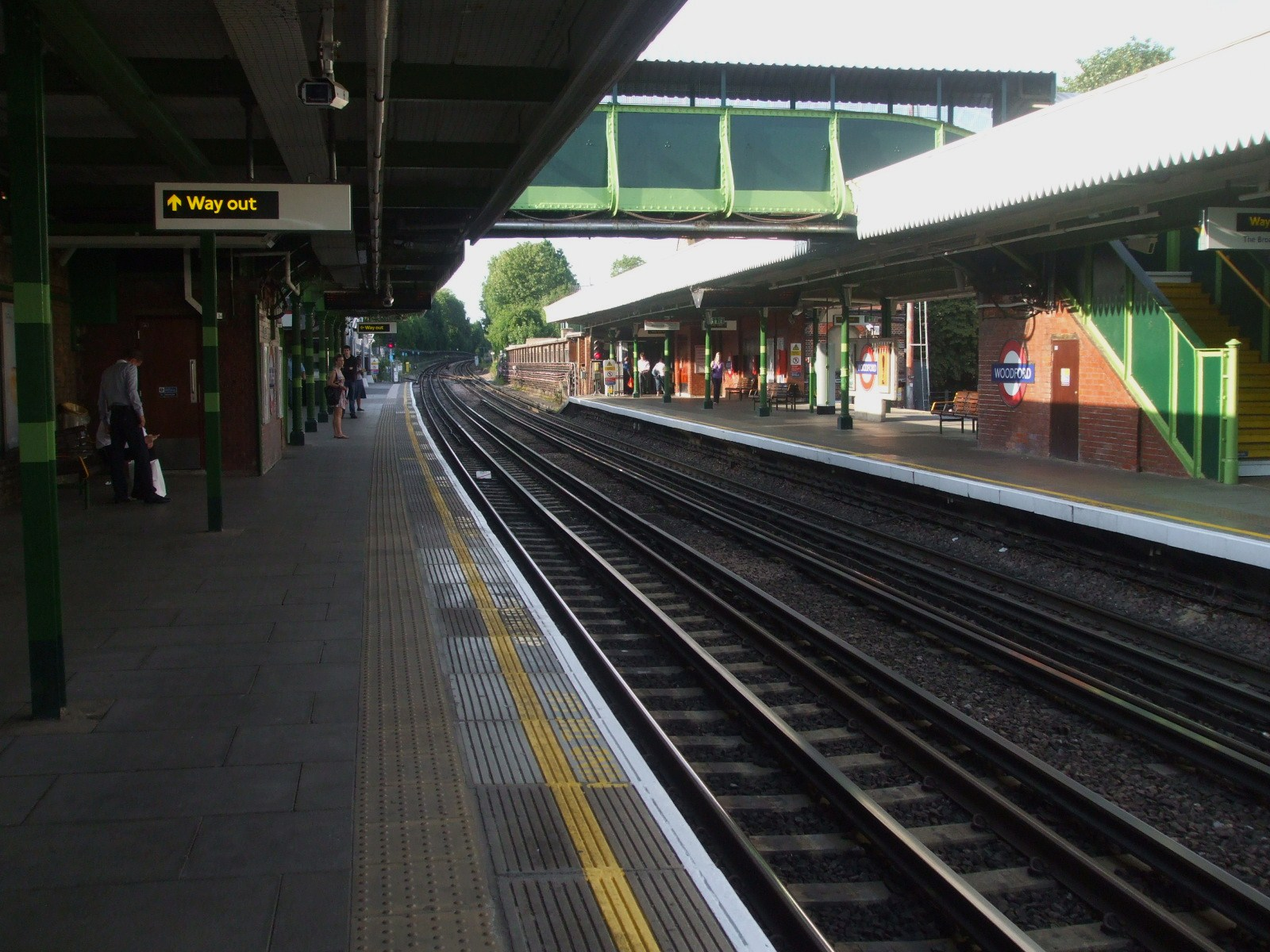
Looking north ("eastbound") from eastbound platform
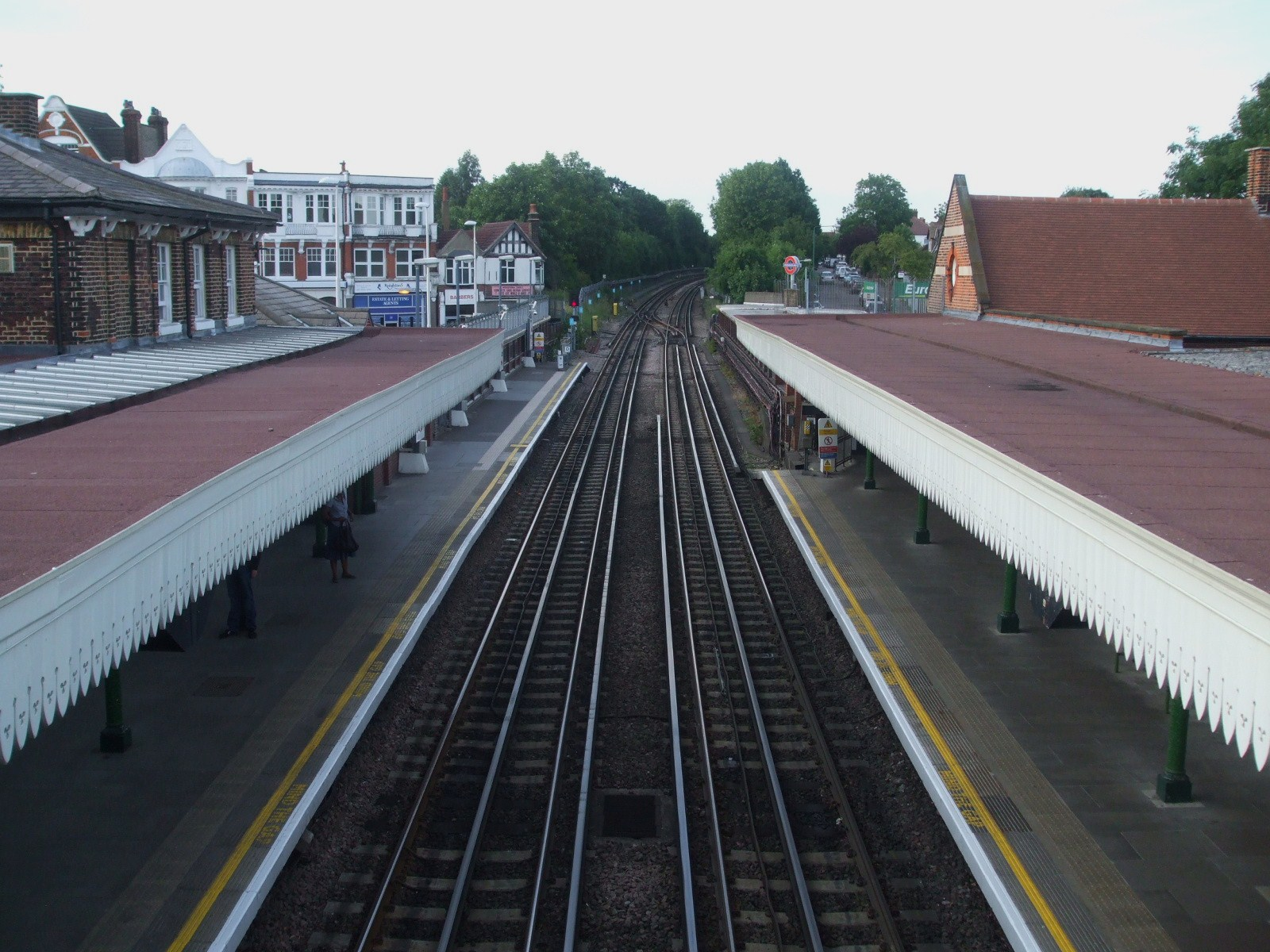
Looking north from footbridge (vandal-proof fence)
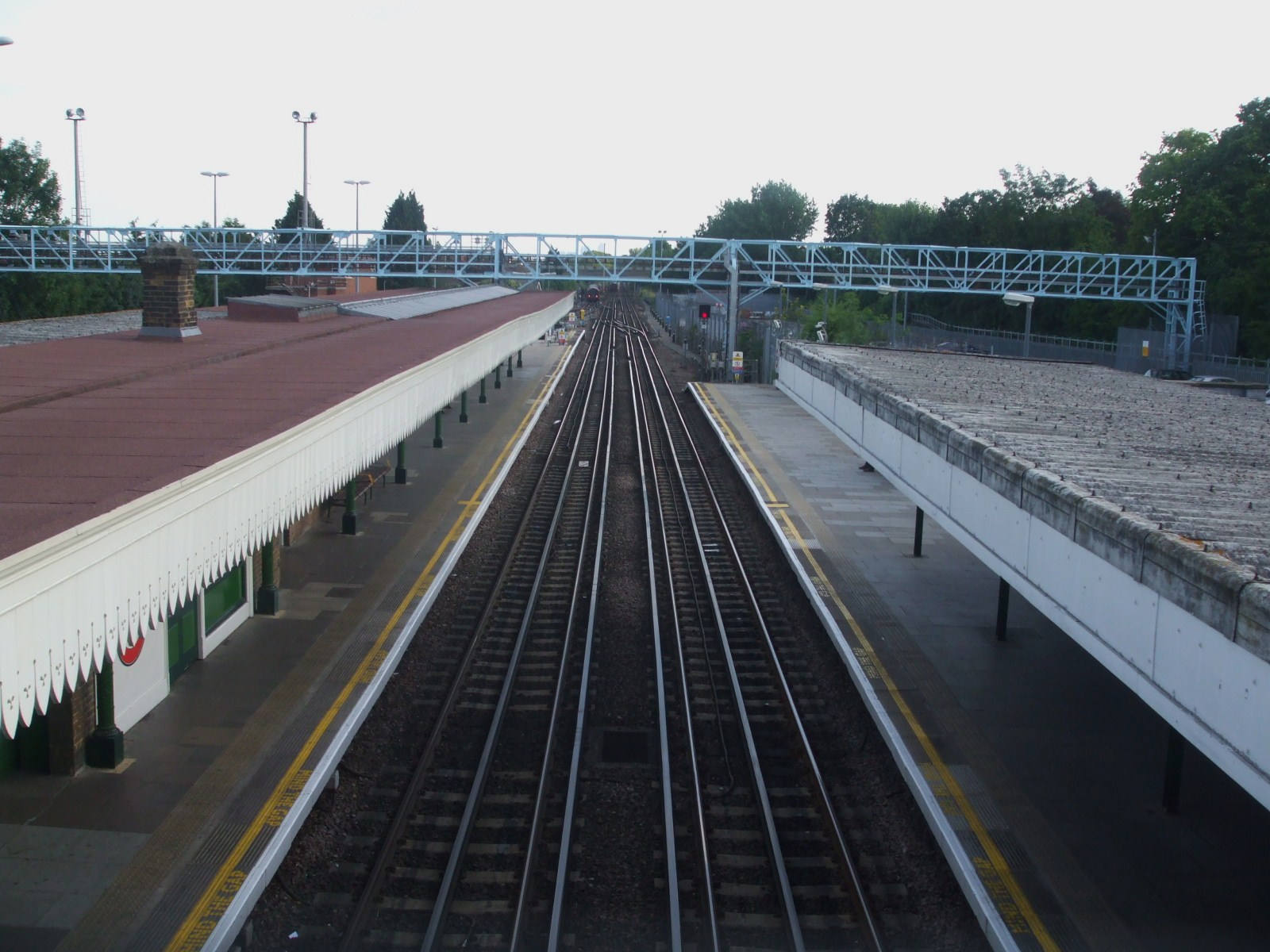
Looking south from footbridge (vandal-proof fence)
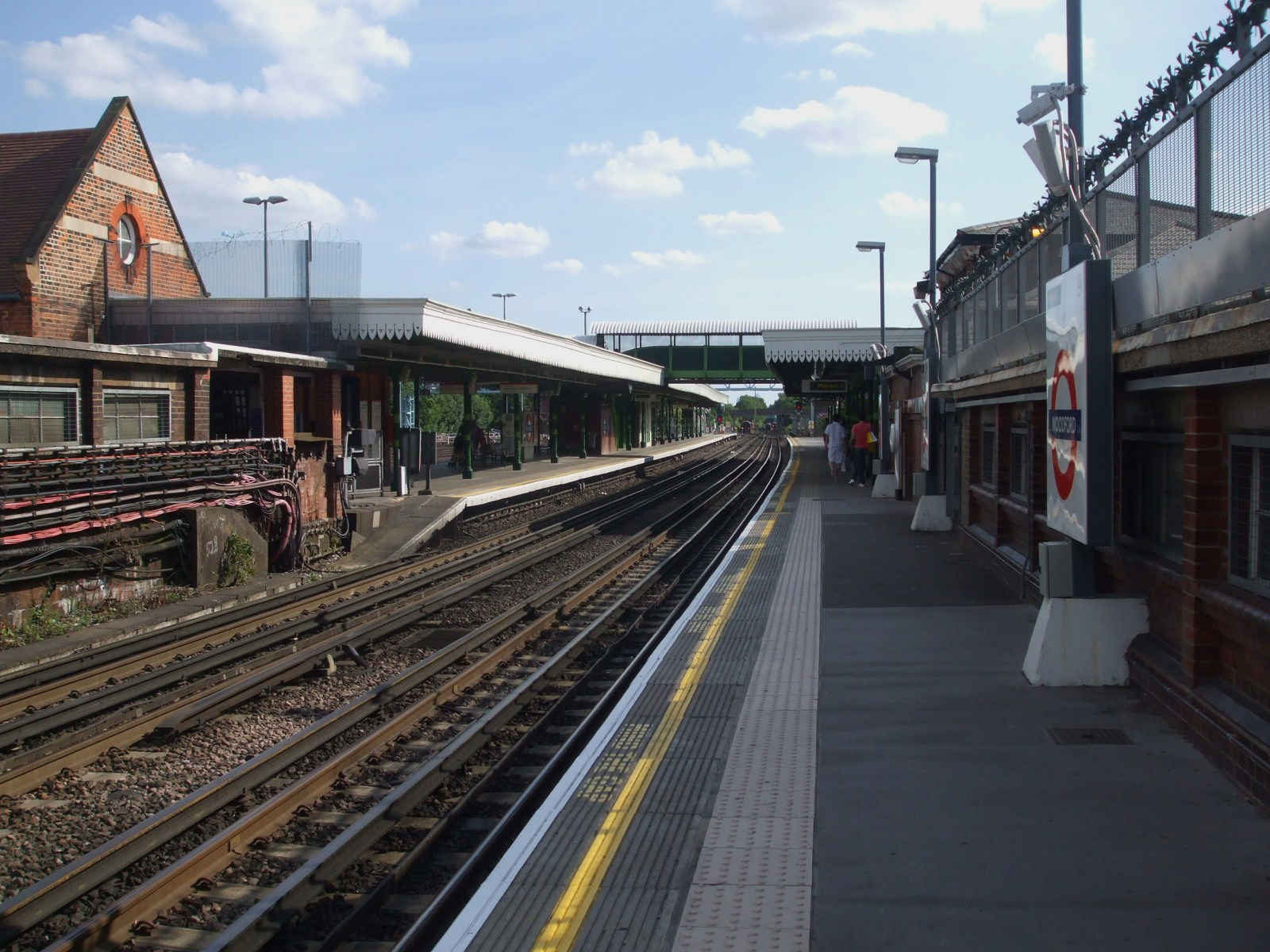
Looking south ("westbound") from eastbound platform
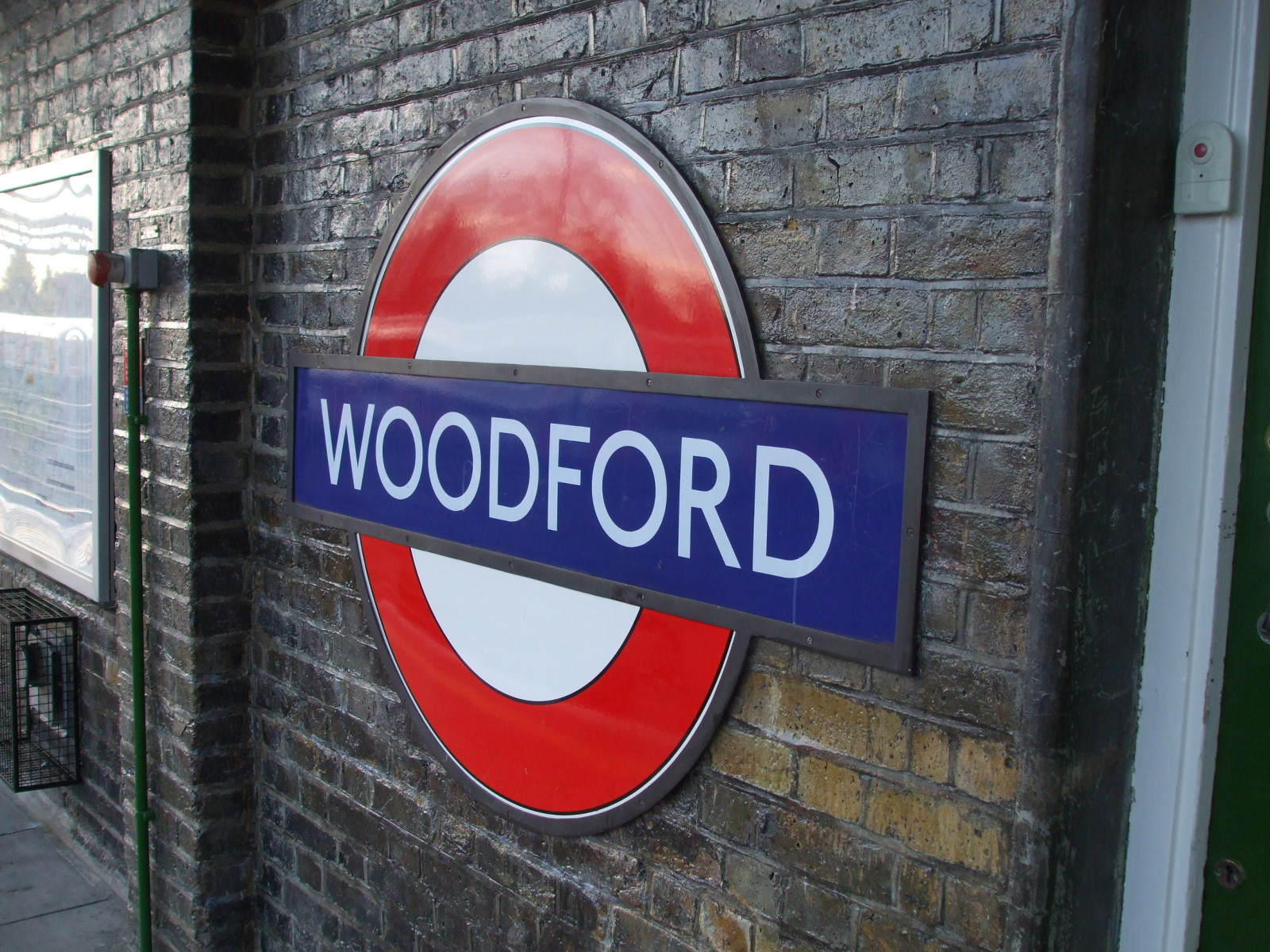
Roundel on third (bay) platform